# Vita mossens naturreservat
Vita mossen är ett naturreservat i Tidaholms kommun i Västra Götalands län.
Området är skyddat sedan 2010 och är 17 hektar stort. Det är beläget öster om Tidaholms tätort. 

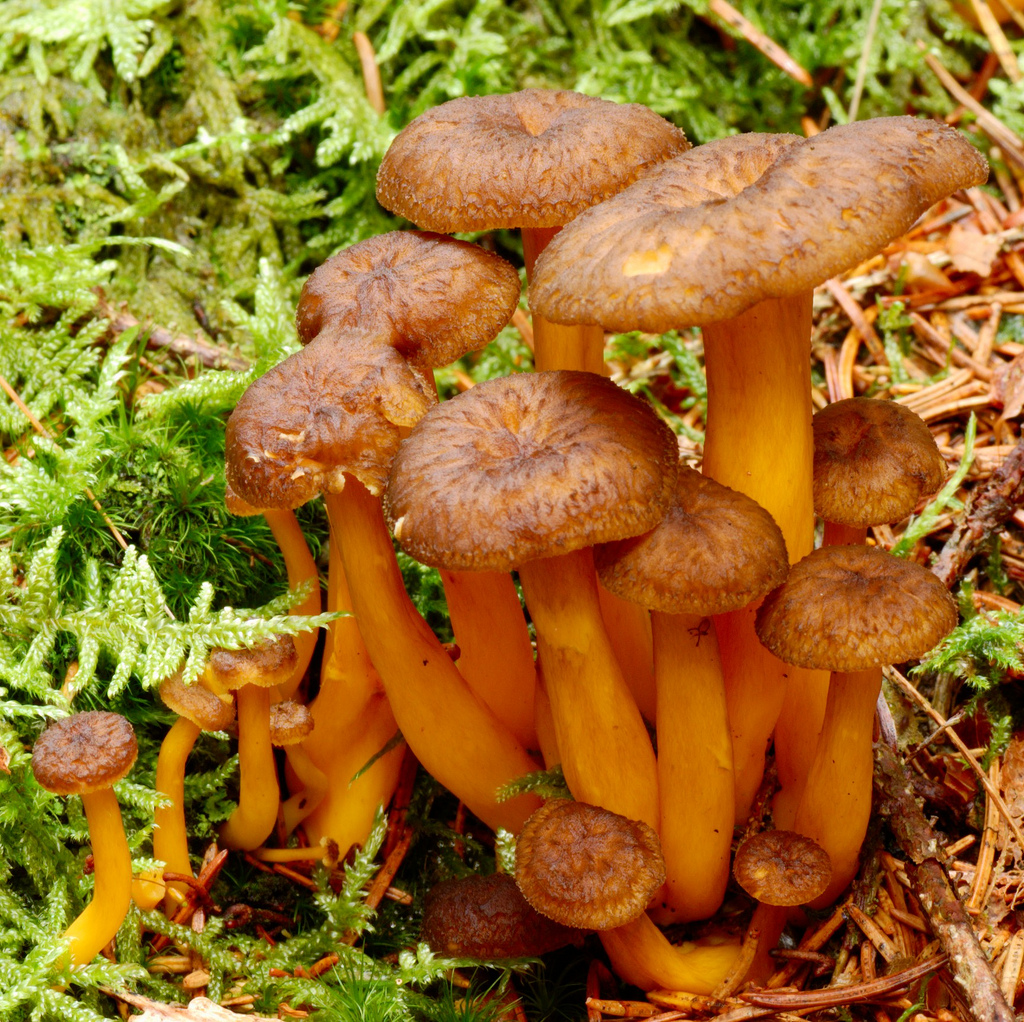
Rödgul trumpetsvamp

Området består mest av ett orört gammalt och högstammigt barrblandskogsområde.
Utöver de gamla träden finns det gott om död ved i olika former. Den döda veden är av stor betydelse för många vedlevande insekter. Markvegetationen är risartad och domineras av blåbär med inslag skvattram. I fuktiga partier växer kraftiga mossmattor bestående av vitmossor samt hus- och väggmossa m.m. 
Reservatet hyser flera källor och två källbäckar rinner genom reservatet. Båda källbäckarna är klassade som nyckelbiotoper och hyser många signalarter bl.a. dunmossa, källmossa, stor revmossa, kamtuffmossa samt rödgul trumpetsvamp.